# Александер Коњишев
Александер Коњишев (итал. Alexander Konychev, рус. Александр Дмитриевич Конышев; 25. јул 1998) италијански је професионални бициклиста који тренутно вози за UCI про тур тим — Коратек—селе Италија. Син је бившег руског професионалног бициклисте Димитрија Коњишева.
Каријеру је почео 2019. године у развојном тиму Дименжен дата фор Кубека, док је у другом дијелу сезоне прешао у ворлд тур тим Дименжен дата као приправник. Након што није остварио запажене резултате, тим му није понудио уговор и 2020. је прешао у Мичелтон—скот, гдје је остао три године, током којих није остварио ниједну побједу; најбољи резултати су му били пето мјесто на првенству Италије у друмској вожњи 2021. и друго мјесто у брдској класификацији на Тур оф Естонија трци 2022.
Године 2023. прешао је у про тур тим Коратек, са којим је исте године возио своју прву гранд тур трку — Ђиро д’Италију, гдје је класификацију за бијег завршио на четвртом мјесту.